# Eupithecia pyreneata
Eupithecia pyreneata là một loài bướm đêm trong họ Geometridae.